# Norrbottens län
Norbottens län er et nordsvensk län (fra 1810). Det består af landskabet Norrbotten og ca. to tredjedele af landskabet Lappland. Sveriges arealmæssigt tre største kommuner, Kiruna, 19.446 km², Jokkmokk, 18.143 km² (totalareal) og Gällivare, 16.951 km² (totalareal), ligger i den nordligste del.  Norrbottens län er Sveriges arealmæssigt største län.

## Større byer
De ti største byer i Norrbottens län, sorteret efter indbyggertal:
| #  | Byområde     | Befolkning |
| -- | ------------ | ---------- |
| 1  | Luleå        | 45.467     |
| 2  | Piteå        | 22.650     |
| 3  | Boden        | 18.680     |
| 4  | Kiruna       | 18.154     |
| 5  | Gällivare    | 8.480      |
| 6  | Kalix        | 7.312      |
| 7  | Malmberget   | 6.017      |
| 8  | Älvsbyn      | 5.042      |
| 9  | Gammelstaden | 4.892      |
| 10 | Haparanda    | 4.778      |

Indbyggertal pr. 31. december 2005, Statistiska centralbyrån (SCB).